# پخش تلویزیونی سی‌بی‌اس
پخش تلویزیونی سی‌بی‌اس (انگلیسی: CBS Television Distribution) یک شرکت آمریکاییِ پخش و توزیع آثار تلویزیونی است که در سال ۲۰۰۶ میلادی از ادغام ۳ شرکت پخش تلویزیونی دیگر، ایجاد شد و از زیرمجموعه‌های شرکت سی‌بی‌اس است.
رئیس فعلی این شرکت «آرماندو نونیس» نام دارد.